# Iglesia purgante
La Iglesia purgante (en latín: Dolens Ecclesia), también llamada Iglesia sufriente (latín: Ecclesia Dolens) o Iglesia expectante (latín: Ecclesia Expectans), dentro de la teología de la Iglesia católica, consiste en todo el pueblo cristiano que está actualmente en el purgatorio purificando sus pecados para poder estar con Dios. El término sufriente, se refiere al estado de las almas durante su estadía en el purgatorio, quienes están sufriendo las consecuencias temporales de sus pecados con efecto redentor. El otro término, expectante, enfatiza el hecho de que las almas se encuentran esperando la visión beatífica del cielo.
Esta denominación de Iglesia purgante es una de las partes de los tres estados que vive la iglesia católica como cuerpo andante y espiritual de Jesús de Nazaret, según la doctrina católica, las otras dos son la Iglesia peregrina y la Iglesia triunfante.

## Orígenes
El concepto de Iglesia purgante es un concepto que se origina con la creencia en la purificación de las almas antes de llegar a Dios. Antes de Jesús de Nazaret la religión judía ya creía en ello. Este dogma se trasladó a la Iglesia católica por medio de los apóstoles. Fue en el concilio de Florencia donde se hizo tradición de fe para el catolicismo como uno de los cuerpos de los tres cuerpos de la Iglesia católica. San Juan Crisóstomo uno de los llamados padre de la Iglesia Católica fue quien denominó por primera vez a la iglesia purgante como una parte del cuerpo espiritual de cristo en su Homilía.
Posteriormente, los tres estados de la Iglesia, peregrina, purgante y triunfante, se constituyeron como dogma de fe en el Concilio Vaticano II, también comenzaron a formar parte del catecismo de la Iglesia católica luego de terminado el concilio por el papa Juan XXIII.

## Doctrina católica
La Iglesia católica tiene tres estados según su doctrina, y juntas forman el cuerpo de Jesús de Nazaret, esto se relaciona con el misterio de la Santísima Trinidad el cual es el misterio central de la fe y de la vida cristiana católica, que consiste en la unidad de las tres Personas divinas en un solo Dios.
Según el Antiguo Testamento, Dios es perfecto por ende todo lo que está destinado a Dios debe de ser perfecto, y en consecuencia quien quiera estar al lado de Dios debe de ser perfecto o purificarse para poder estar junto a él. El lugar de Purificación según la Iglesia católica es el purgatorio, mientras que para la religión judía el lugar en donde se purifica un alma antes de llegar a Dios se llama Gehena. 
Purgante es como denomina la Iglesia católica a una parte del cuerpo de Cristo que espera su purificación para poder estar con Dios. Los que mueren en la gracia y en la amistad de Dios, pero imperfectamente purificados, aunque están seguros de su eterna salvación, sufren después de su muerte una purificación interior, a fin de obtener la santidad necesaria para entrar en la alegría del cielo.
En el Catecismo Romano  explica que la Iglesia purgante forma parte del cuerpo de Cristo con la siguiente cita:

«Todos, sin embargo, aunque en grado y modo diversos, participamos en el mismo amor a Dios y al prójimo y cantamos el mismo himno de alabanza a nuestro Dios. En efecto, todos los que son de Cristo, que tienen su Espíritu, forman una misma Iglesia y están unidos entre sí en Él»
(LG 49).

El papa Gregorio X en el concilio de Lyon II declaró sobre la Iglesia Purgante:

«“Las almas de los justos que en el instante de la muerte están gravadas por pecados veniales o por penas temporales debidas por el pecado van al purgatorio” 
 »
( II Concilio de Lyon, 1274).

En la escatología del Concilio Vaticano II Firmada por el papa Juan XXIII se afirma lo siguiente Sobre el cuerpo de Cristo y la Iglesia Purgante:

«Misterio de comunión o caridad radicado en la Trinidad, y compuesta de tres «partes». Partes que no son divisiones estancas, sino más bien estadios o fases dentro del único itinerario hacia la meta última: la comunidad completa de los santos, junto a la Trinidad y los ángeles. Los miembros de la Iglesia militante y de la Iglesia purgante están ordenados –los primeros, por vocación; los segundos, además, por proximidad– a juntarse con sus hermanos que forman parte ya de la Iglesia triunfante. La escatología es el hilo que une los tres estados de la Iglesia. Y la Iglesia es una en sus tres estados: un pueblo o familia»
(LG 49).

## Literatura bíblica
El Papa San Gregorio VII utiliza el Nuevo Testamento de mateo para su escrito sobre el purgatorio y la iglesia purgante.
El salmo 51 del Antiguo testamento es uno de los textos empleados del papa Juan Pablo II Usado en la audiencia general del 4 de agosto de 1999 para su escrito sobre el purgatorio "Purificación necesaria para el encuentro con Dios."